# 4-Stunden-Rennen von Barcelona 2023

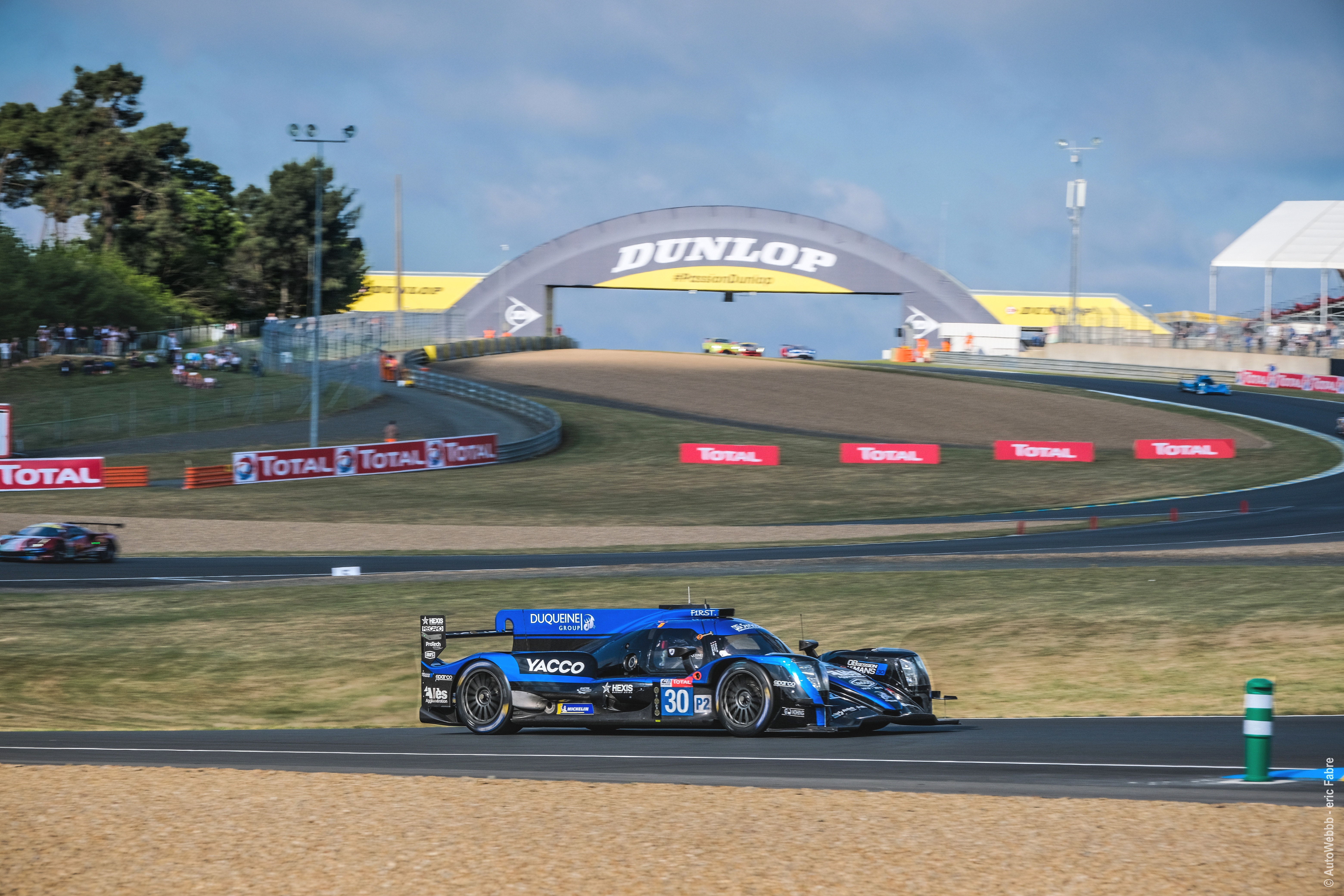
Der zweitplatzierte Oreca 07 vom Duqueine Team; hier beim 24-Stunden-Rennen von Le Mans 2019

Das 4-Stunden-Rennen von Barcelona 2003, auch 4 Hours of Barcelona 2023, fand am 23. April auf dem Circuit de Barcelona-Catalunya statt und war der erste Wertungslauf der European Le Mans Series dieses Jahres.

## Das Rennen
Die Entscheidung über den Gesamtsieg beim ersten Meisterschaftslauf der European Le Mans fiel erst knapp vor Schluss. Die Rennleitung hatte den führenden Louis Delétraz im Racing-Team-Turkey-Oreca 07 mit der sogenannten Spiegelei-Flagge zur Notreparatur an die Boxen beordert. Das Heck hatte sich von der restlichen Karosserie gelöst und musste ersetzt werden. Delétraz verlor dabei den ersten Rang an Neel Jani im Duqueine-Oreca 07, konnte ihn jedoch wenige Runden vor dem Rennende zurückgewinnen.

## Ergebnisse

### Schlussklassement
| 1           | LMP2 Pro/Am | 34 | Racing Team Turkey        | Salih Yoluç Charlie Eastwood Louis Delétraz          | Oreca 07                 | 140 |
| 2           | LMP2        | 30 | Duqueine Team             | Nico Pino René Binder Neel Jani                      | Oreca 07                 | 140 |
| 3           | LMP2 Pro/Am | 83 | AF Corse                  | François Perrodo Matthieu Vaxivière Ben Barnicoat    | Oreca 07                 | 140 |
| 4           | LMP2 Pro/Am | 37 | Cool Racing               | Alexandre Coigny Malthe Jakobsen Nicolas Lapierre    | Oreca 07                 | 140 |
| 5           | LMP2        | 65 | Panis Racing              | Tijmen van der Helm Manuel Maldonado Job van Uitert  | Oreca 07                 | 140 |
| 6           | LMP2        | 28 | IDEC Sport                | Paul-Loup Chatin Laurents Hörr Paul Lafargue         | Oreca 07                 | 140 |
| 7           | LMP2        | 47 | Cool Racing               | Reshad de Gerus ––– Vladislav Lomko José María López | Oreca 07                 | 140 |
| 8           | LMP2        | 25 | Algarve Pro Racing        | James Allen Alex Lynn Kyffin Simpson                 | Oreca 07                 | 139 |
| 9           | LMP2 Pro/Am | 24 | Nielsen Racing            | Mathias Beche Ben Hanley Rodrigo Sales               | Oreca 07                 | 139 |
| 10          | LMP2        | 22 | United Autosports USA     | Philip Hanson Oliver Jarvis Marino Satō              | Oreca 07                 | 139 |
| 11          | LMP2 Pro/Am | 3  | DKR Engineering           | Sebastián Álvarez Nathanaël Berthon Tom Van Rompuy   | Oreca 07                 | 139 |
| 12          | LMP2 Pro/Am | 99 | Proton Competition        | Gianmaria Bruni Jonas Ried Giorgio Roda              | Oreca 07                 | 139 |
| 13          | LMP2 Pro/Am | 81 | DragonSpeed USA           | Henrik Hedman Juan Pablo Montoya Sebastián Montoya   | Oreca 07                 | 138 |
| 14          | LMP2 Pro/Am | 20 | Algarve Pro Racing        | Jack Hawksworth Fred Poordad Tristan Vautier         | Oreca 07                 | 138 |
| 15          | LMP2 Pro/Am | 19 | Team Virage               | Dennis Andersen Ian Rodríguez Tatiana Calderón       | Oreca 07                 | 138 |
| 16          | LMP2 Pro/Am | 21 | United Autosports USA     | Daniel Schneider Andrew Meyrick Nelson Piquet junior | Oreca 07                 | 137 |
| 17          | LMP2 Pro/Am | 23 | United Autosports USA     | Paul di Resta Jim McGuire Guy Smith                  | Oreca 07                 | 137 |
| 18          | LMP3        | 17 | Cool Racing               | Alex García Adrien Chila Marcos Siebert              | Ligier JS P320           | 134 |
| 19          | LMP3        | 13 | Inter Europol Competition | Kai Askey Miguel Cristóvão Wyatt Brichacek           | Ligier JS P320           | 134 |
| 20          | LMP3        | 31 | Racing Spirit of Léman    | Jacques Wolff Antoine Doquin Fabien Michal           | Ligier JS P320           | 134 |
| 21          | LMP3        | 11 | EuroInternational         | Matthew Richard Bell Adam Ali                        | Ligier JS P320           | 133 |
| 22          | LMP3        | 7  | Nielsen Racing            | Ryan Harper-Ellam Anthony Wells                      | Ligier JS P320           | 133 |
| 23          | LMP3        | 5  | RLR MSport                | James Dayson Valdemar Eriksen Jack Manchester        | Ligier JS P320           | 133 |
| 24          | LMP3        | 35 | Graff Racing              | Éric Trouillet Jean-Baptiste Lahaye Matthieu Lahaye  | Ligier JS P320           | 132 |
| 25          | LMP3        | 8  | Team Virage               | Nick Adcock Manuel Espírito Santo Michael Jensen     | Ligier JS P320           | 131 |
| 26          | LMGTE       | 16 | Proton Competition        | Ryan Hardwick Alessio Picariello Zacharie Robichon   | Porsche 911 RSR-19       | 131 |
| 27          | LMGTE       | 50 | Formula Racing            | Conrad Laursen Johnny Laursen Mikkel Mac             | Ferrari 488 GTE Evo      | 131 |
| 28          | LMGTE       | 66 | JMW Motorsport            | Martin Berry Lorcan Hanafin Jon Lancaster            | Ferrari 488 GTE Evo      | 130 |
| 29          | LMGTE       | 60 | Iron Lynx                 | Claudio Schiavoni Matteo Cressoni Matteo Cairoli     | Porsche 911 RSR-19       | 130 |
| 30          | LMGTE       | 55 | Spirit of Race            | Duncan Cameron David Perel Matt Griffin              | Ferrari 488 GTE Evo      | 130 |
| 31          | LMGTE       | 51 | AF Corse                  | Kriton Lentoudis Rui Águas Ulysse de Pauw            | Ferrari 488 GTE Evo      | 130 |
| 32          | LMGTE       | 57 | Kessel Racing             | Takeshi Kimura Scott Huffaker Frederik Schandorff    | Ferrari 488 GTE Evo      | 130 |
| 33          | LMGTE       | 93 | Proton Competition        | Michael Fassbender Martin Rump Richard Lietz         | Porsche 911 RSR-19       | 128 |
| 34          | LMGTE       | 95 | TF Sport                  | John Hartshorne Ben Tuck Jonny Adam                  | Aston Martin Vantage AMR | 128 |
| 35          | LMP3        | 15 | RLR M Sport               | Horst Felbermayr junior Gael Julien Mateusz Kaprzyk  | Ligier JS P320           | 125 |
| 36          | LMP3        | 4  | DKR Engineering           | Alexander Bukhantsov James Winslow Pedro Perino      | Duqueine M30 - D08       | 113 |
| Ausgefallen |             |    |                           |                                                      |                          |     |
| 37          | LMP3        | 10 | Eurointernational         | Nick Moss Glenn van Berlo                            | Ligier JS P320           | 67  |
| 38          | LMP2        | 43 | Inter Europol Competition | Rui Andrade Olli Caldwell Jonathan Aberdein          | Oreca 07                 | 34  |
| 39          | LMGTE       | 44 | GMB Motorsport            | Jens Møller Gustav Dahlmann Birch Nicki Thiim        | Aston Martin Vantage AMR | 1   |
| 40          | LMP3        | 12 | WTM by Rinaldi Racing     | Torsten Kratz Leonard Weiss Óscar Tunjo              | Duqueine M30 - D08       | 1   |
| 41          | LMGTE       | 72 | TF Sport                  | Arnold Robin Maxime Robin Valentin Hasse-Clot        | Aston Martin Vantage AMR | 1   |
| 42          | LMGTE       | 77 | Proton Competition        | Christian Ried Giammarco Levorato Julien Andlauer    | Porsche 911 RSR-19       | 1   |

### Nur in der Meldeliste
Zu diesem Rennen sind keine weiteren Meldungen bekannt.

### Klassensieger
| Klasse      | Fahrer        | Fahrer             | Fahrer            | Fahrzeug           | Platzierung im Gesamtklassement |
| ----------- | ------------- | ------------------ | ----------------- | ------------------ | ------------------------------- |
| LMP2        | Nico Pino     | René Binder        | Neel Jan          | Oreca 07           | Rang 2                          |
| LMP2 Pro/Am | Salih Yoluç   | Charlie Eastwood   | Louis Delétraz    | Oreca 07           | Gesamtsieg                      |
| LMP3        | Alex García   | Adrien Chila       | Marcos Siebert    | Ligier JS P320     | Rang 18                         |
| LMGTE       | Ryan Hardwick | Alessio Picariello | Zacharie Robichon | Porsche 911 RSR-19 | Rang 26                         |

### Renndaten
- Gemeldet: 42
- Gestartet: 42
- Gewertet: 33
- Rennklassen: 4
- Zuschauer: unbekannt
- Wetter am Renntag: warm und trocken
- Streckenlänge: 4,657 km
- Fahrzeit des Siegerteams: 4:01:14,646 Stunden
- Gesamtrunden des Siegerteams: 140
- Gesamtdistanz des Siegerteams: 651,980 km
- Siegerschnitt: unbekannt
- Pole Position: Reshad de Gerus – Oreca 07 (#47) – 1:29,396
- Schnellste Rennrunde: Vladislav Lomko – Oreca 07 (#47) – 1:31,451
- Rennserie: 1. Lauf zur European Le Mans Series 2023